# (88470) Joaquinescrig
(88470) Joaquinescrig (2001 QB111) – planetoida z pasa głównego asteroid okrążająca Słońce w ciągu 4,24 lat w średniej odległości 2,62 j.a. Odkryta 26 sierpnia 2001 roku.